# Eutachyptera psidii
Eutachyptera psidii är en fjärilsart som beskrevs av Sallé 1857. Eutachyptera psidii ingår i släktet Eutachyptera och familjen ädelspinnare. Inga underarter finns listade i Catalogue of Life.